# Monocyphoniscus babadagensis
Monocyphoniscus babadagensis is een pissebed uit de familie Trichoniscidae. De wetenschappelijke naam van de soort is voor het eerst geldig gepubliceerd in 1965 door Radu.